# Église de l'Ascension de Dublje
Pour les articles homonymes, voir Église de l'Ascension.
L'église de l'Ascension de Dublje (en serbe cyrillique : Црква Вазнесења Христовог у Дубљу ; en serbe latin : Crkva Vaznesenja Hristovog u Dublju) est une église orthodoxe serbe serbe située à Dublje, dans la municipalité de Bogatić et dans le district de Mačva, en Serbie. Elle est inscrite sur la liste des monuments culturels protégés de la république de Serbie (no SK 1475),,,.

## Historique
L'église a été construite en 1936 pour servir de mémorial et d'ossuaire aux combattants de la Première Guerre mondiale en Serbie. Elle a été consacrée à l'Ascension du Christ par l'évêque de l'éparchie de Šabac Simeon Stanković. Elle abrite aujourd'hui plus d'un millier de dépouilles dont un petit nombre de soldats autrichiens.

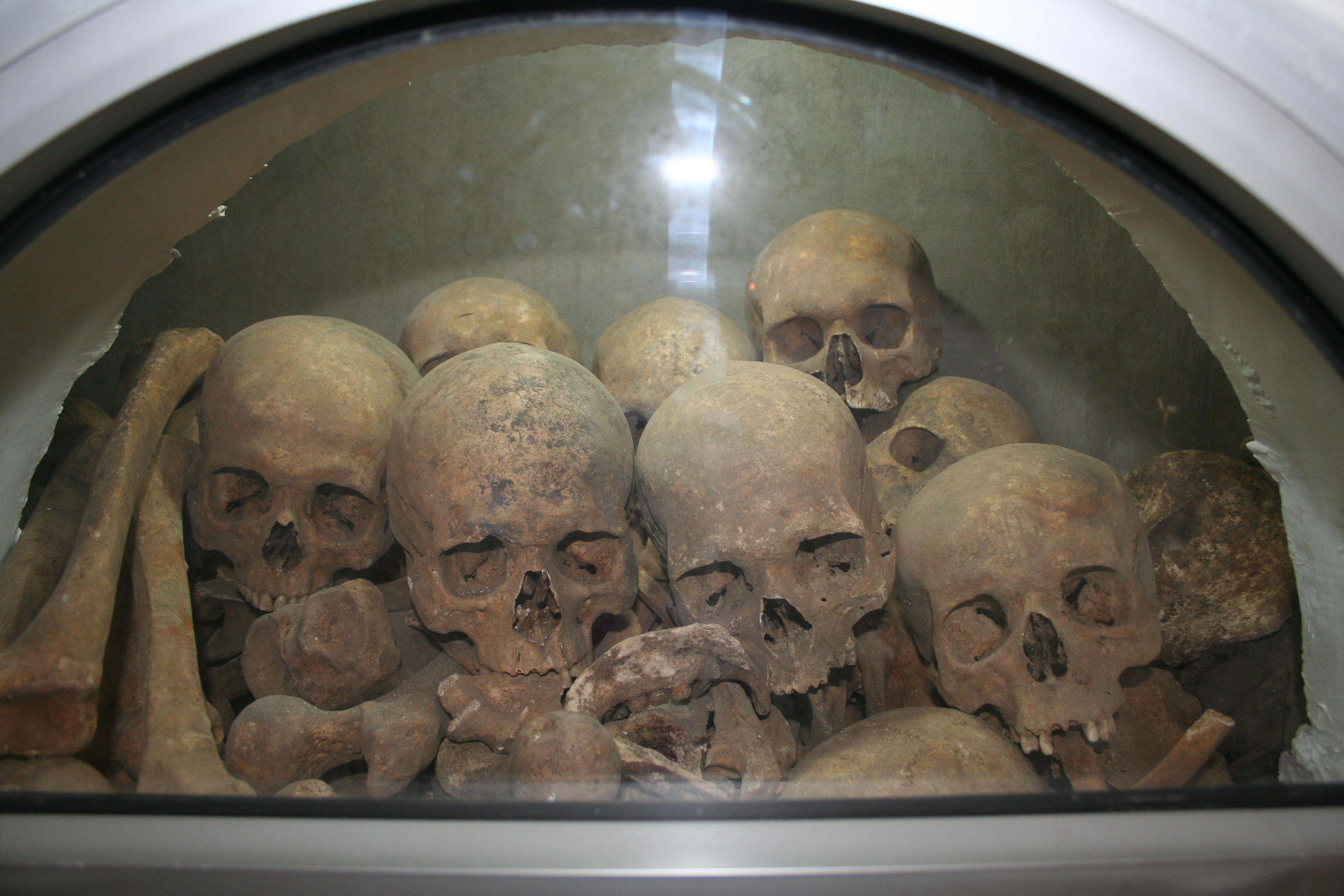
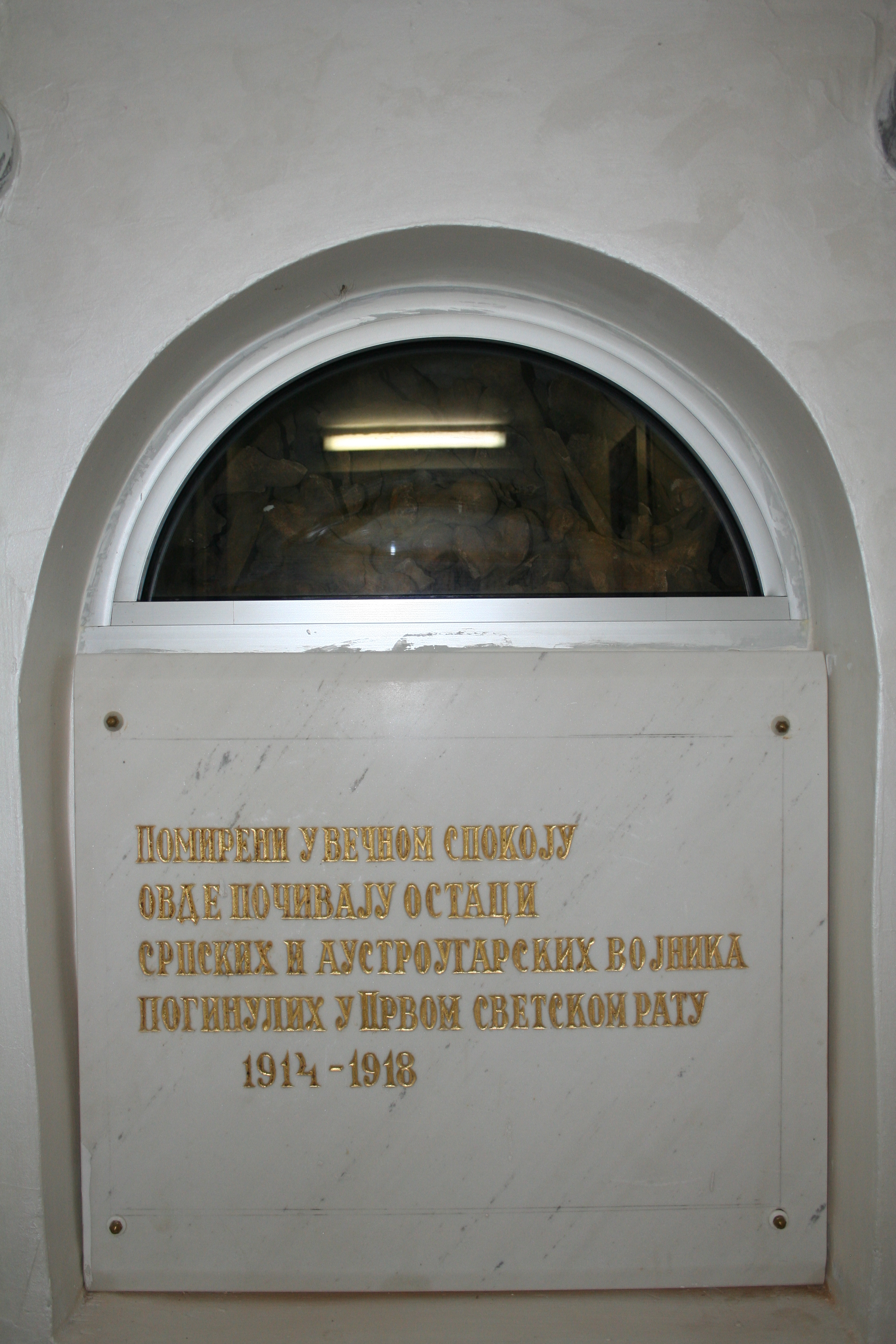
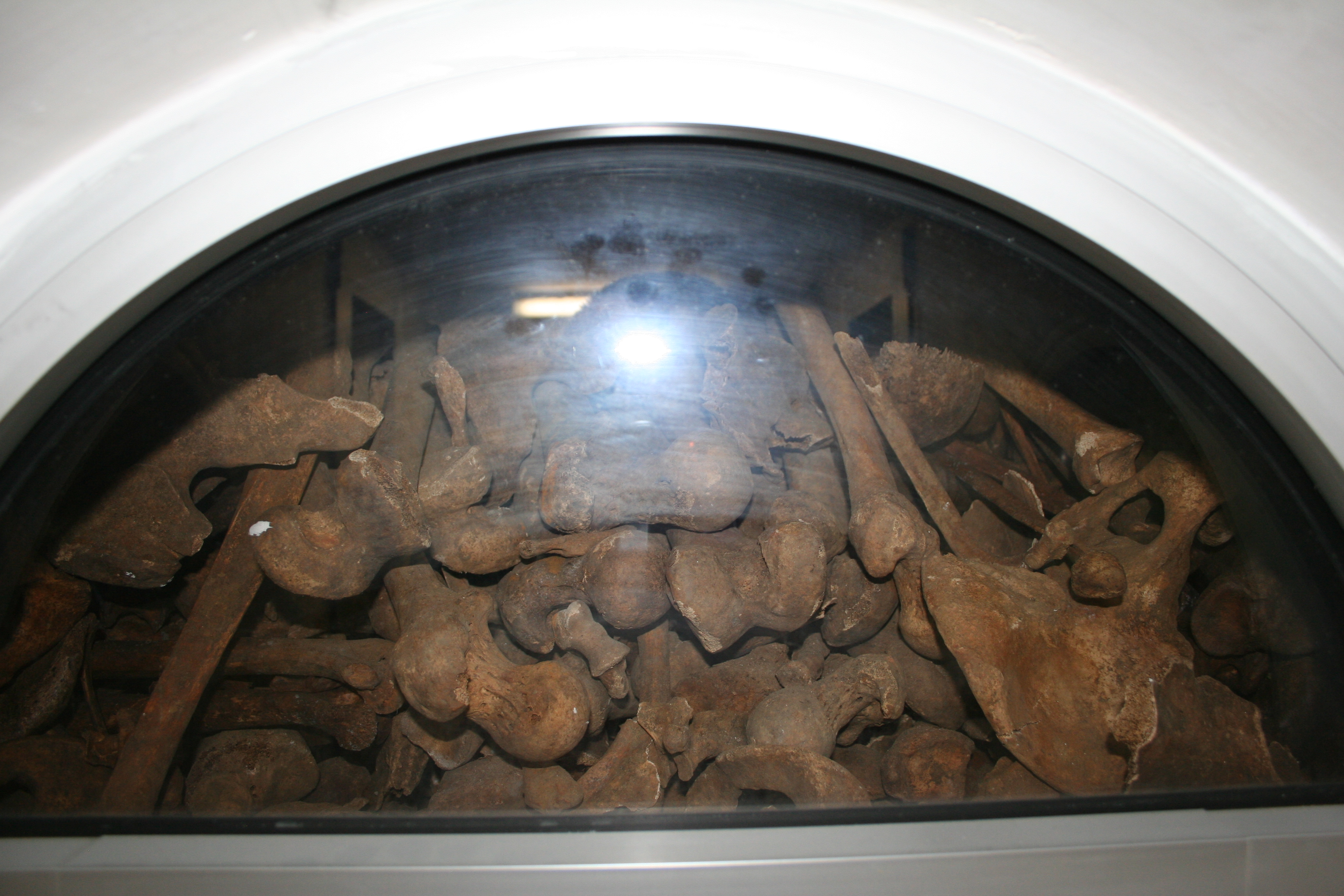

## Architecture et peintures

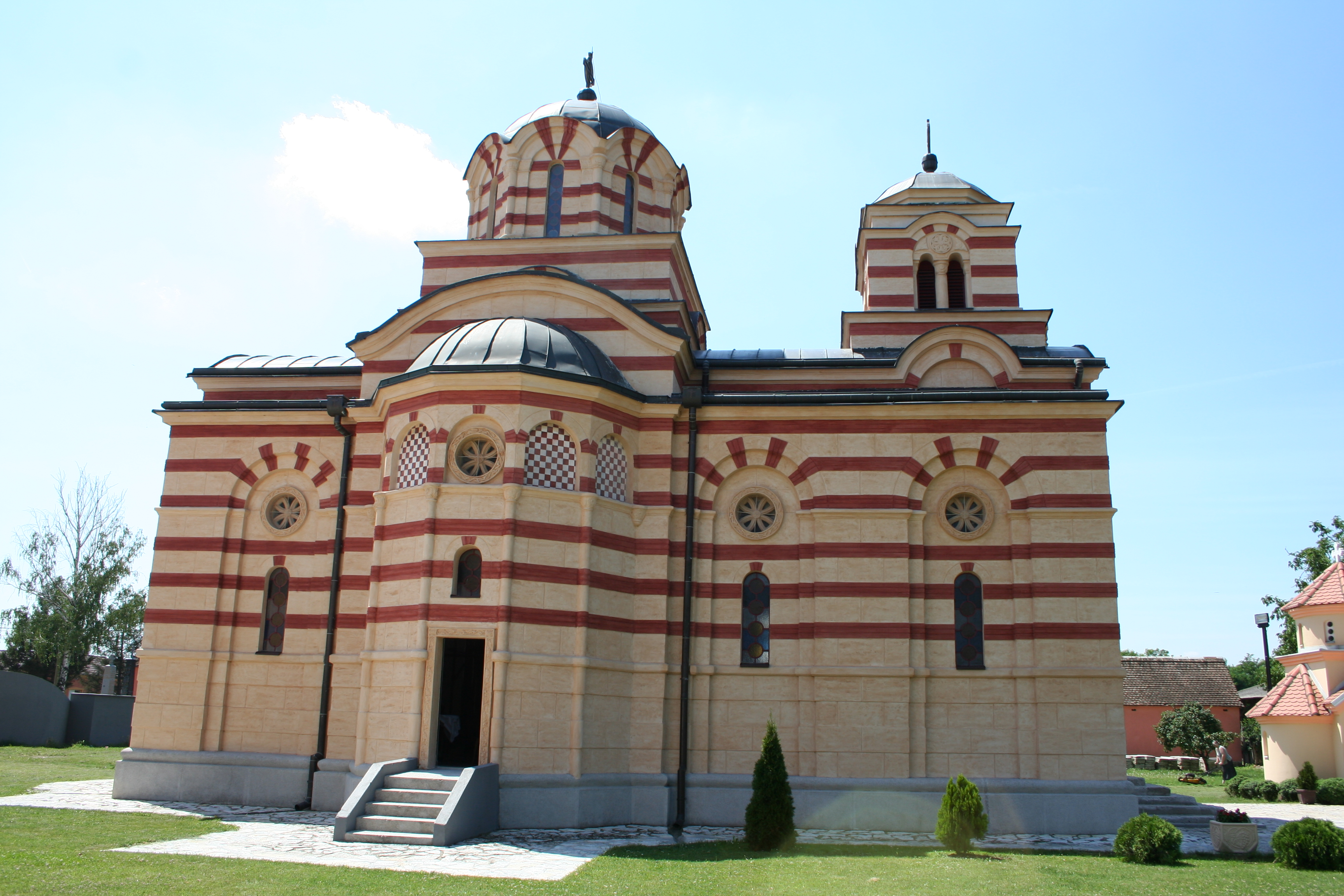
Vue d'une façade latérale.

L'église est caractéristique de l'influence de l'école moravienne médiévale sur une partie de l'architecture moderne serbe.
L'édifice s'inscrit dans un plan tréflé. La nef est précédée d'un narthex qui, à l'extérieur, est surmonté par un clocher, et elle est prolongée par une abside à cinq pans qui prend la forme d'une abside demi-circulaire à l'extérieur ; la partie centrale de la nef est dominée par une coupole reposant sur quatre piliers massifs. De part et d'autre de l'autel se trouvent deux chapelles, l'une servant pour la proscomidie, l'autre pour le diakonikon, toutes les deux formant des saillies sur les façades latérales. Les façades elles-mêmes sont rythmées horizontalement par des bandes alternées rouges et jaunes et par des corniches ; sur le plan vertical, les ouvertures sont inscrites dans un jeu d'arcades et surmontées de petites rosaces. La façade occidentale n'est pas dotée d'une décoration particulière par rapport aux autres façades, à l'exception d'une lunette avec une représentation de l'Ascension au-dessus du portail.

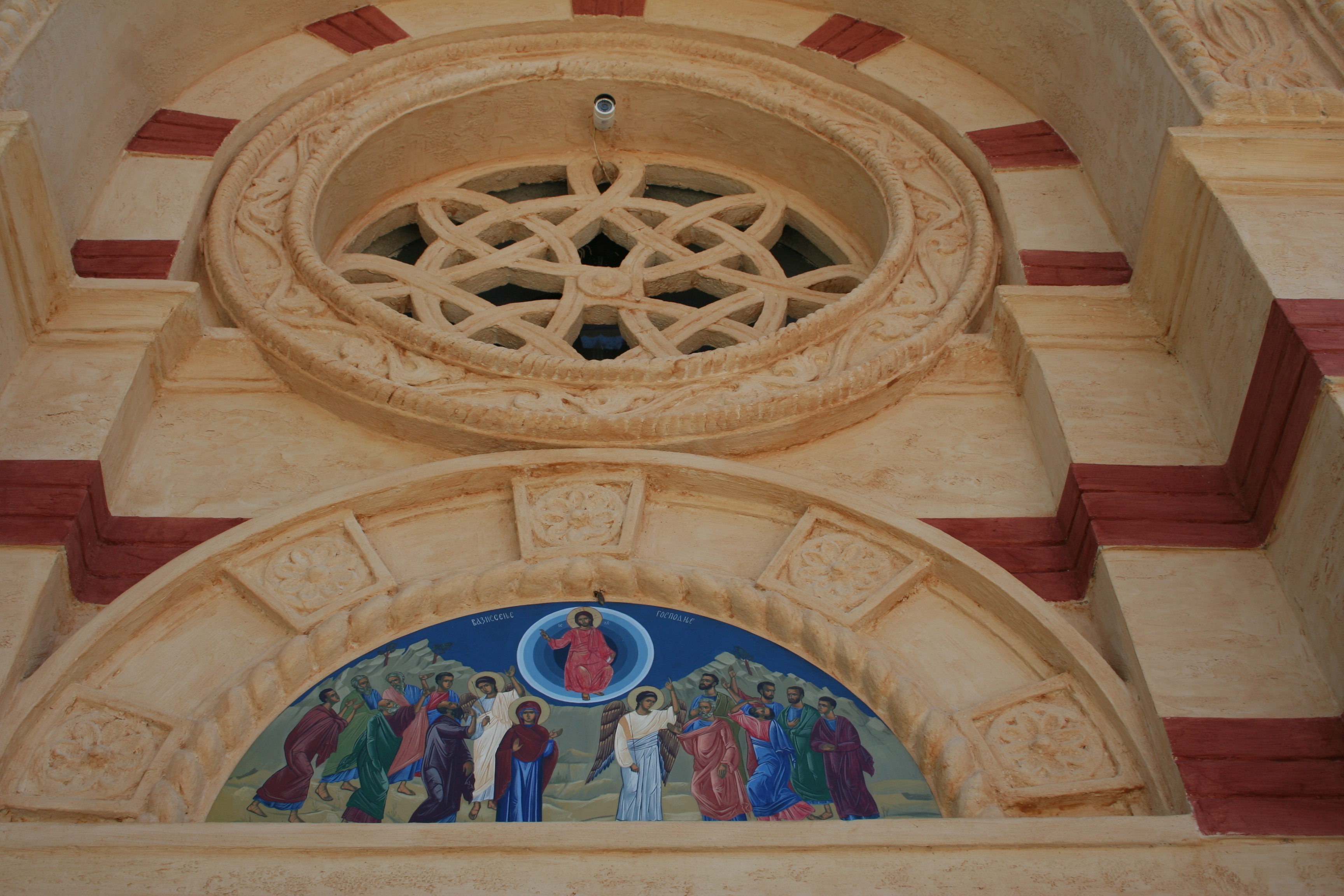
Détail de la façade occidentale.

L'iconostase de l'église a été peinte par Stevan Čalić de Šabac.

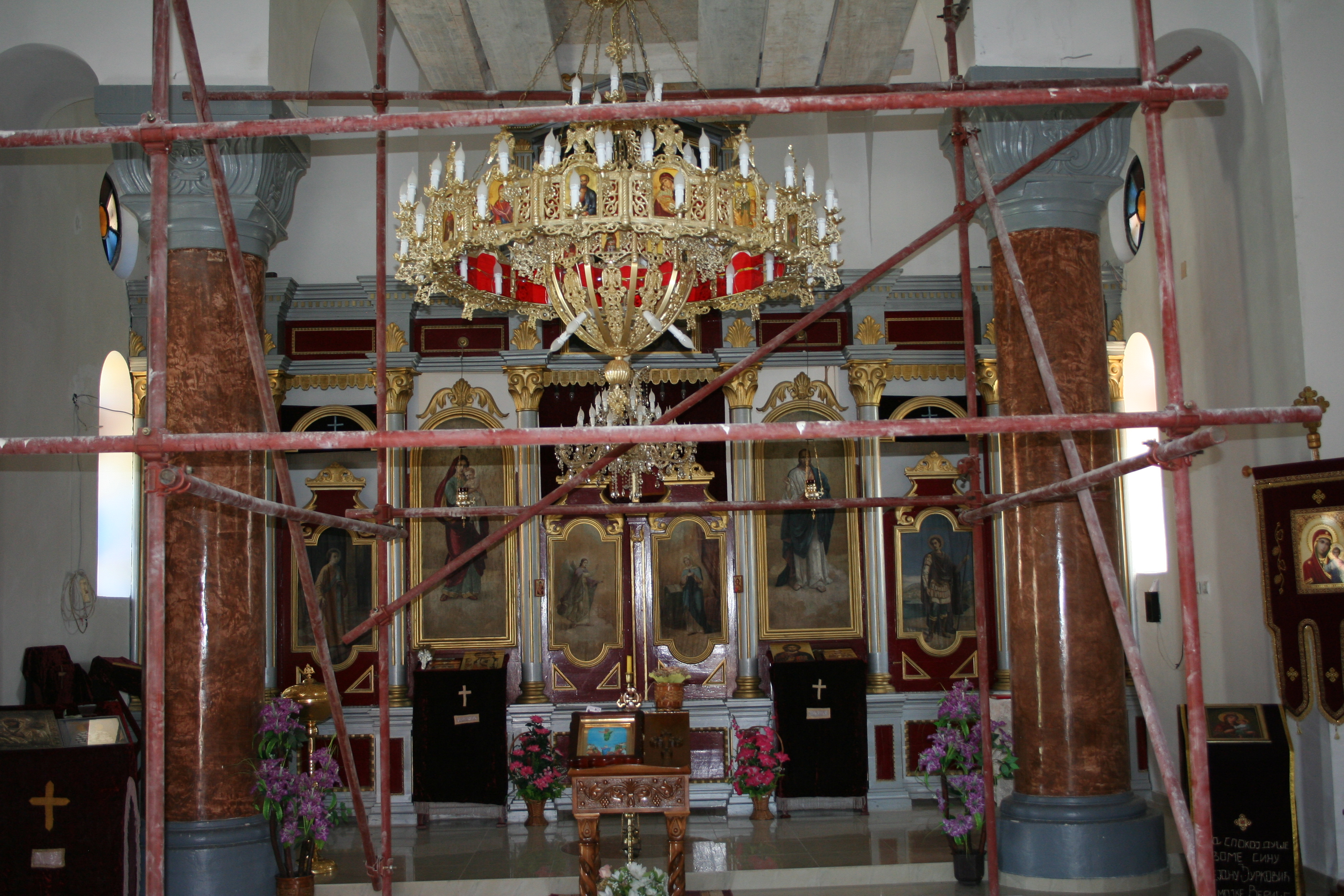
L'iconostase de l'église.
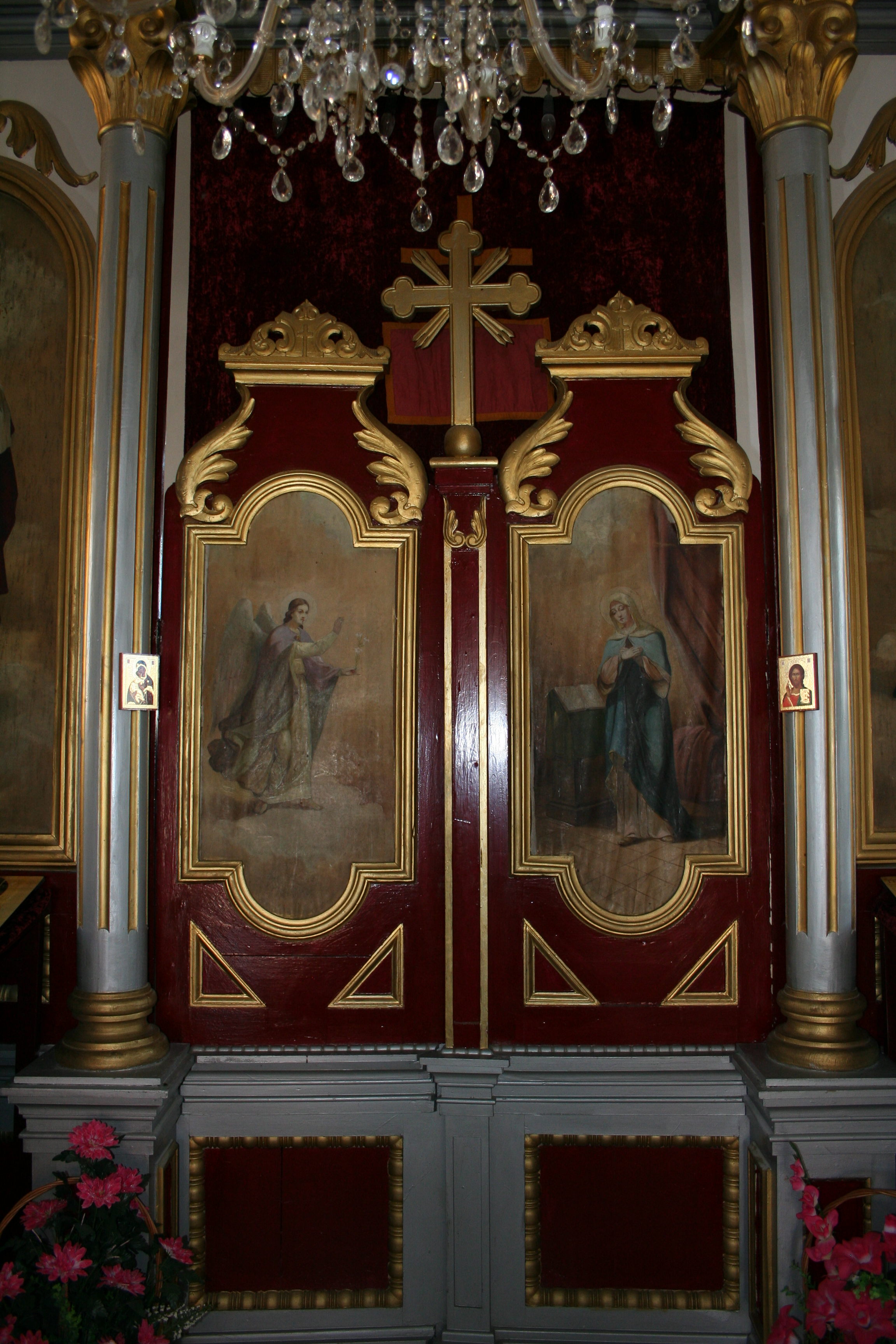
Détail des « portes royales ».

## Monuments
Au sud-est de l'église se trouve un ensemble commémoratif où sont rassemblés un monument aux soldats des guerres de libération de la Serbie entre 1912 et 1918 et un monument aux combattants de la lutte de libération nationale de 1941-1945. Près de l'église se trouve aussi un buste de Milić Drinčić (en), un des héros du Premier et du Second soulèvement serbe contre les Ottomans (1804-1815).

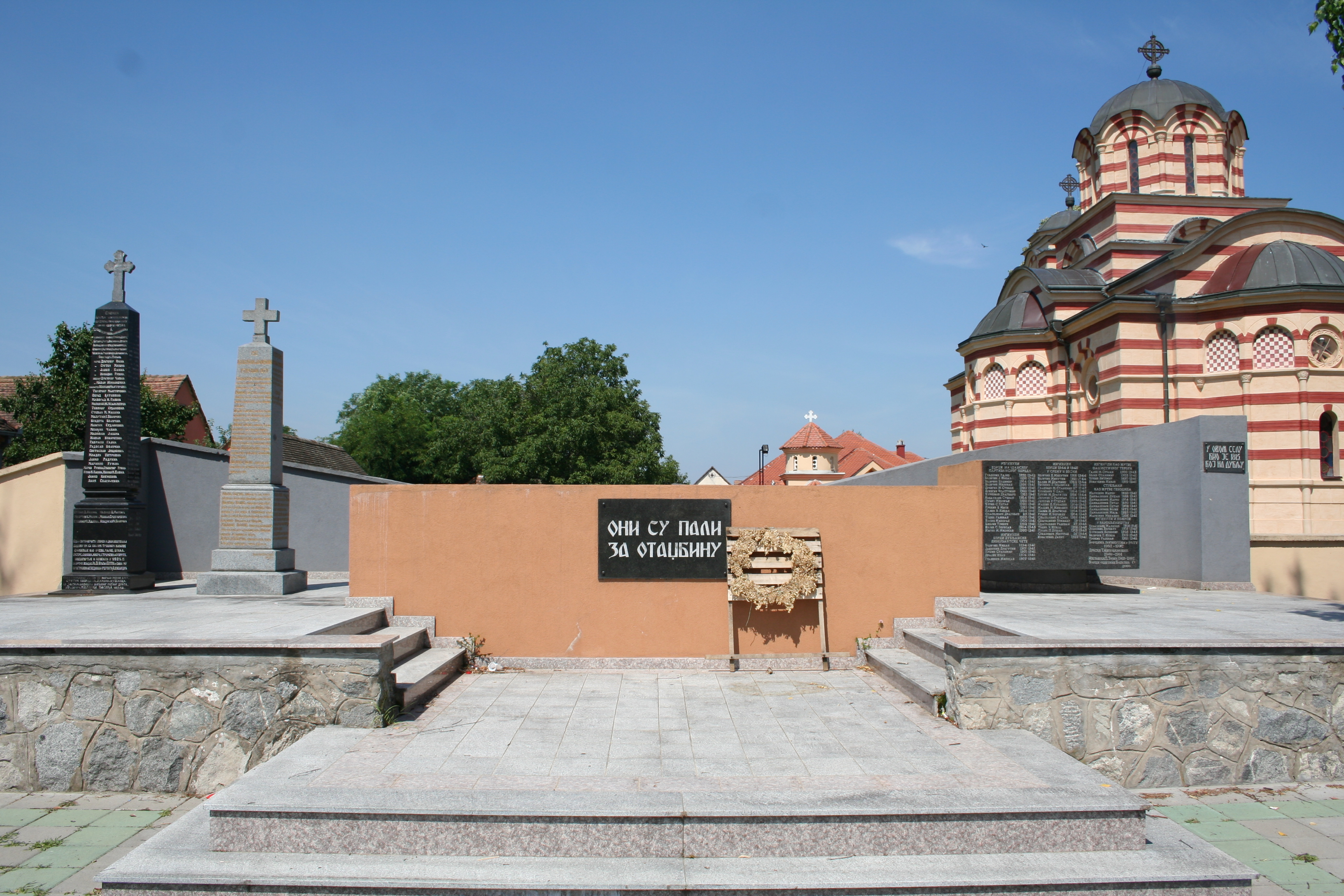
Monument aux morts de 1912-1918 et de 1941-1945.
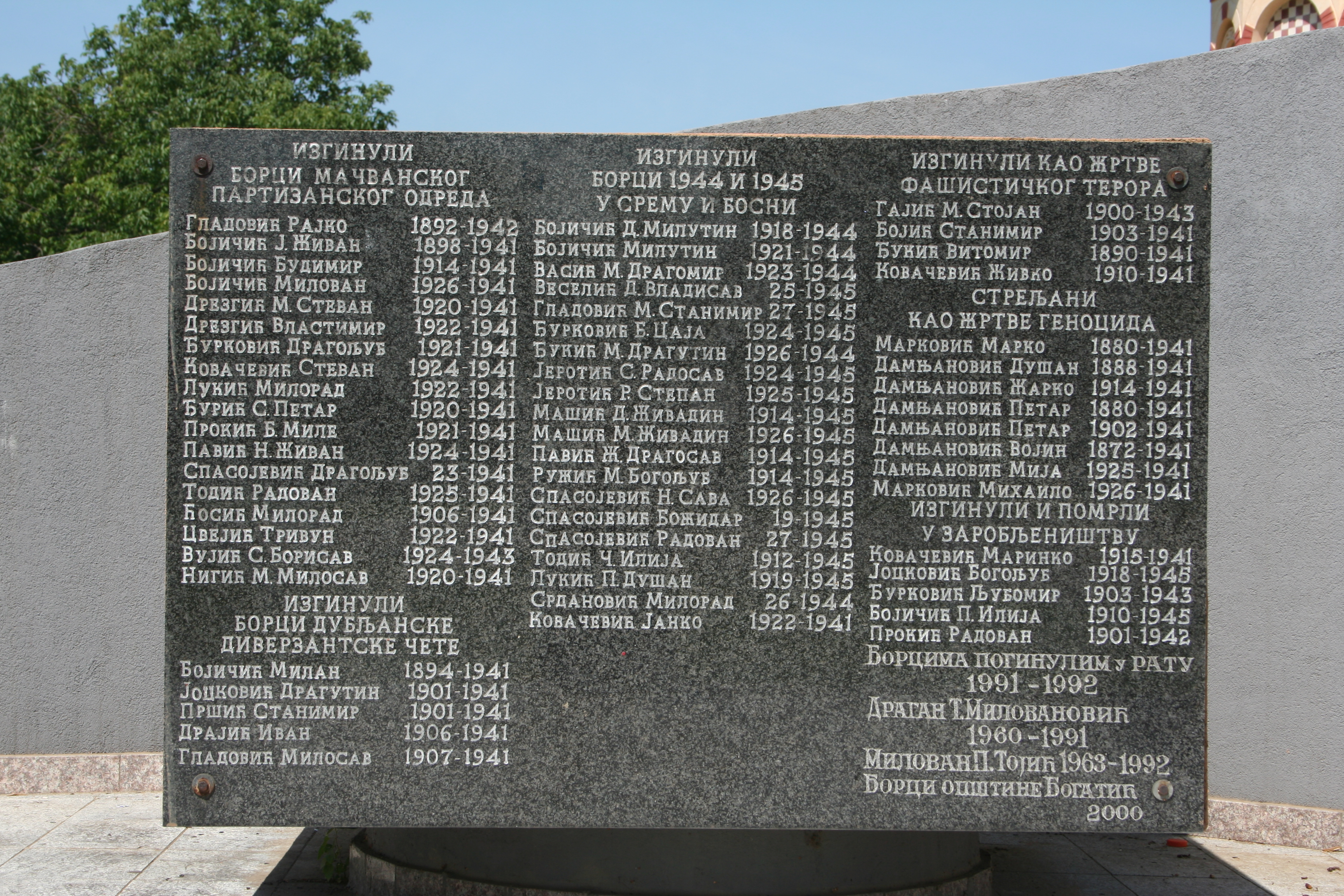
Détail du monument.
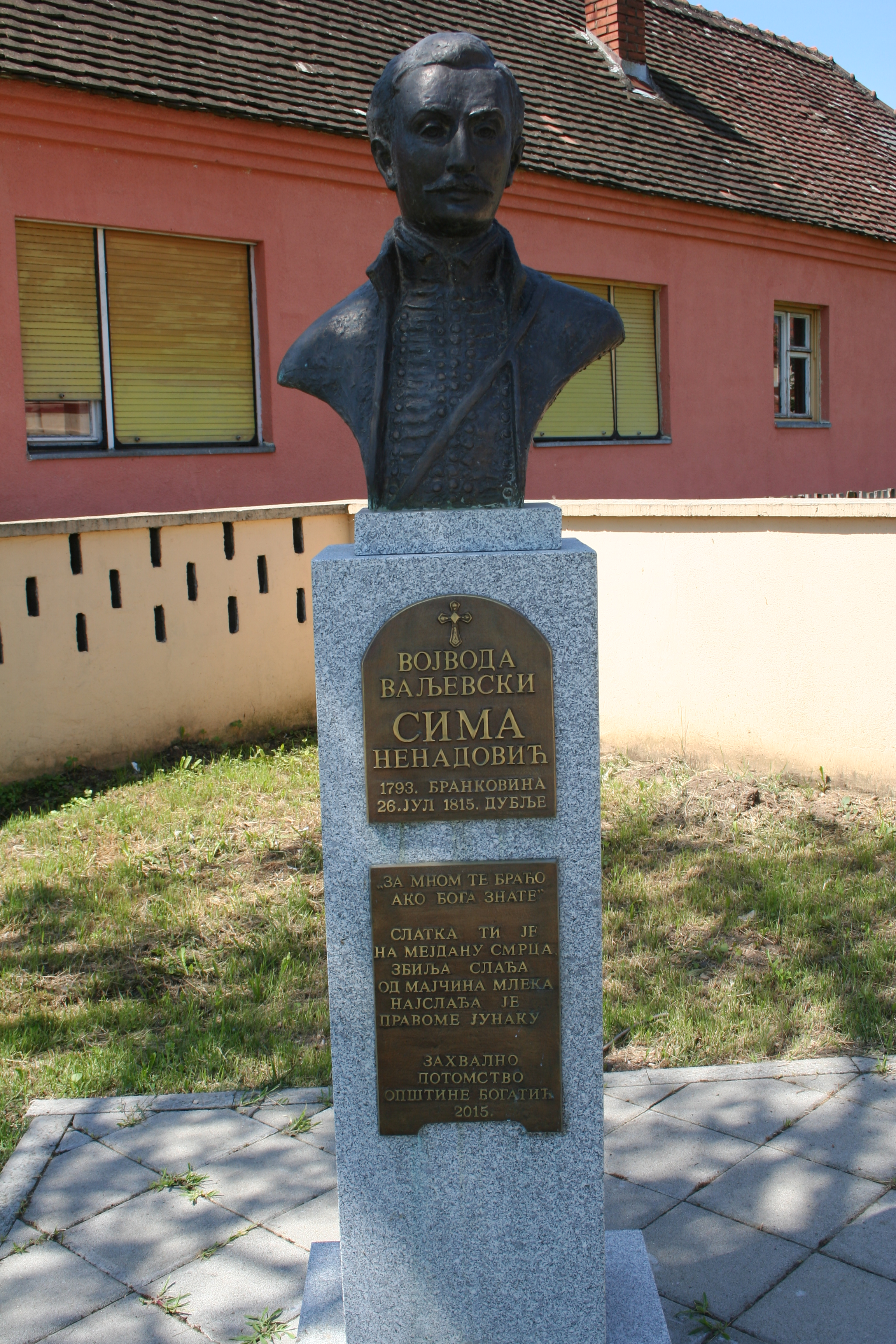
Buste de Sima Nenadović.
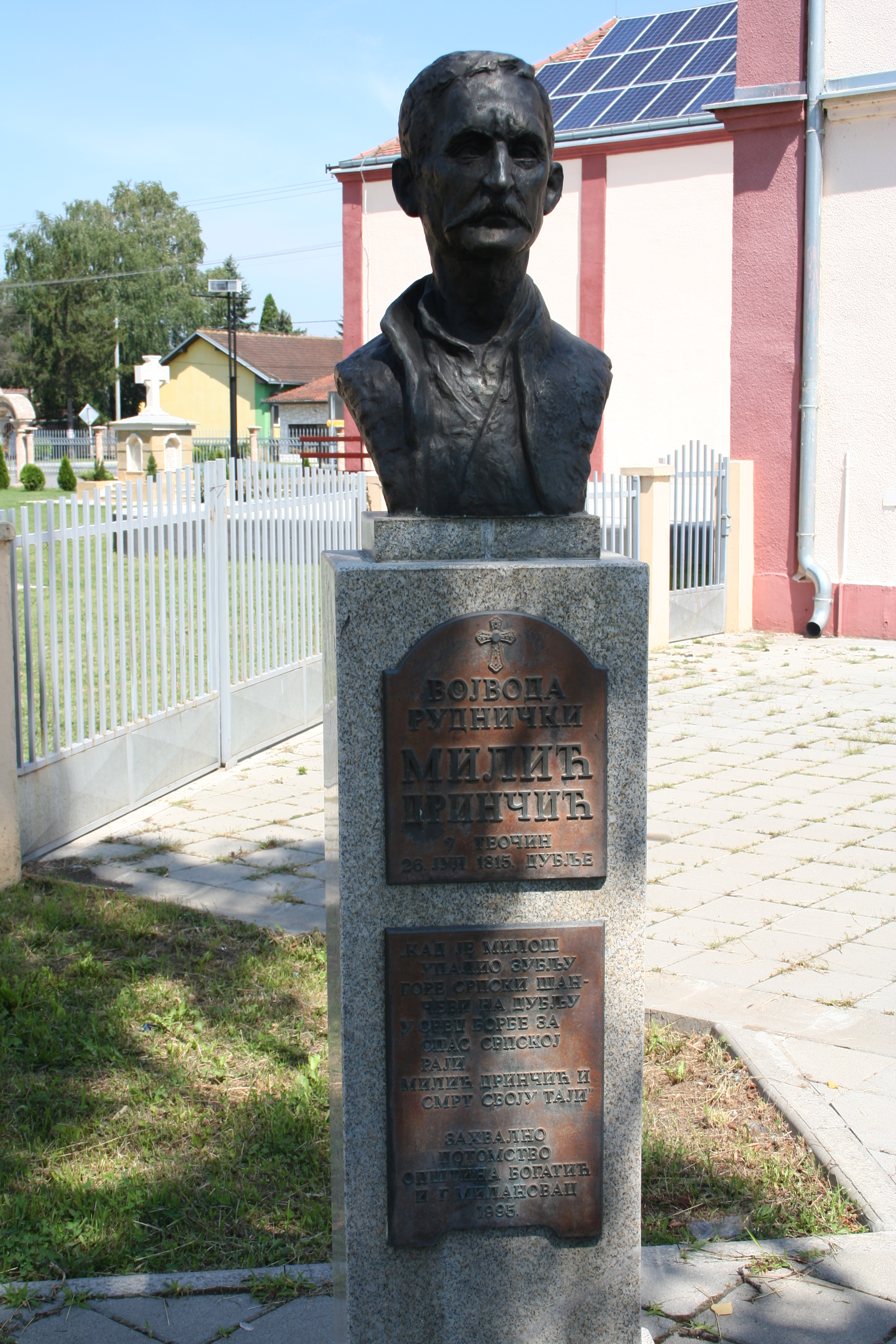
Buste de Milić Drinčić (en).